# Mel-Man
Mel-Man, de son vrai nom Melvin Bradford, est un producteur de hip-hop américain. Il coproduit notamment l'album 2001 du rappeur et producteur Dr. Dre, publié en 1999. Il coproduit également de nombreux morceaux avec Dr. Dre pour le deuxième album d'Eminem, The Marshall Mathers LP, et participe à la chanson Shittin' on the World de l'album Dr. Dre Presents... The Aftermath.

## Biographie
Peu de choses sont connues à propos de la carrière de Mel-Man. Après avoir fondé Aftermath Entertainment en 1996, Dr. Dre fait sa connaissance à Philadelphie par l'entremise de Bud'da, il le signe en tant qu'artiste et producteur, et l'intègre dans son groupe de producteur, The Soul Kitchen, en compagnie de Bud'da, Stu-B-Doo, Flossy P et The Glove. 
Mel-Man contribue à l'album Dr. Dre Presents... The Aftermath de Dr. Dre, mais il s'agit d'un véritable flop qui tombera dans l'oubli. Cet échec ne décourage pas Mel-Man qui participe l'année suivante, en 1997, à l'album The Album du groupe The Firm, formé par Nas, ; cependant, cet album ne fait pas mieux que le précédent. Il décide par la suite de revenir en studio avec Dr. Dre afin de coproduire l'album de ce dernier, intitulé 2001, publié en 1999. Il travaille également sur l'album The Marshall Mathers LP du rappeur Eminem. Grâce à ces deux albums, Mel-Man se popularise notamment dans le milieu du rap West Coast.
Mel-Man se fait de plus en plus rare dans les productions du label, ce qui le pousse à partir en 2003, pour ensuite s'associer avec Big Chuck, un ancien directeur artistique d'Aftermath, lequel avait fait également appel à Eric B. et Neff-U (Ron Feemster), son neveu, également ancien musicien de Dr. dre, pour fonder le label Drama Family Entertainment. Big Chuck le nomme producteur en chef et il prend alors le pseudonyme de Hillstorian. Mais personne ne s'intéresse au label, ce qui peine à le faire décoller. Mel Man décide de nouveau de claquer la porte. En 2004, il revient chez Aftermath en tant que codirecteur artistique.
En juillet 2015, Mel-Man produit intégralement l'EP Pefect Timing de PKnuckle.

## Discographie

### Productions
- The Showers Family - Better (en featuring avec Canton Jones)
- Canton Jones - Your City, Lust, Drugs and Gospel
- Young Dro - Polo Down
- Blood Raw - Raw Redemption
- Pretty Ricky - Pretty Ricky
- Gucci Mane - Trap House, Hard to Kill
- Gucci Mane - Murder Was the Case Murder for Fun
- Buju Banton - Toppa Di Top
- MC Breed - It's All Good
- MC Breed - No Future in Yo' Frontin, en featuring avec Tupac (remix)
- Dr. Dre - Chronic 2001